# Lotta Svärd
Lotta Svärd era una organización paramilitar auxiliar voluntaria finlandesa para mujeres. Formada originalmente en 1918, tenía una gran membresía que realizaba trabajo social voluntario en las décadas de 1920 y 1930. Fue formada para apoyar a la Guardia Blanca. Durante la Segunda Guerra Mundial, se movilizó para reemplazar a los hombres reclutados en el ejército. Sirvió en hospitales, en puestos de advertencia de ataques aéreos y otras tareas auxiliares en estrecha cooperación con el ejército. Las mujeres estaban oficialmente desarmadas, excepto por una batería antiaérea en 1944. Virtanen sostiene que su "responsabilidad ante la nación tomó una forma masculina y militar en público, pero tenía un lado privado y femenino que incluía características como el cuidado, la ayuda y el amor". La organización fue suprimida por el gobierno después de la guerra.

## Nombre
El nombre proviene de un poema de Johan Ludvig Runeberg. El poema, que forma parte de un libro largo y famoso, Las Historias del Alférez Ståhl, describió a una mujer ficticia llamada Lotta Svärd. Según el poema, un soldado finlandés, soldado raso - en sueco: svärd significa una espada: fue a pelear en la Guerra de Finlandia y se llevó a su esposa, Lotta, junto con él. El soldado Svärd murió en la batalla, pero su esposa permaneció en el campo de batalla, cuidando a los soldados heridos. El nombre fue mencionado por primera vez por el mariscal Gustaf Mannerheim en un discurso pronunciado el 16 de mayo de 1918.

## Historia
Durante la guerra civil finlandesa se asoció con la Guardia Blanca. Después de la guerra, Lotta Svärd fue fundada como una organización separada el 9 de septiembre de 1920. La primera organización conocida en usar el nombre Lotta Svärd fue la Lotta Svärd de Riihimäki, fundada el 11 de noviembre de 1918. 
La organización se expandió durante la década de 1920 e incluyó a 60.000 miembros en 1930. Para 1944, incluía 242.000 voluntarias, la organización auxiliar voluntaria más grande del mundo, mientras que la población total de Finlandia era de menos de cuatro millones.
Durante las décadas de 1920 y 1930 solo las ciudadanas cristianas finlandesas eran elegibles para unirse, y se requerían dos referencias de personas consideradas confiables. El último requisito a menudo se ignoró después del receso de la Guerra de Invierno en 1939. Las extranjeras podían ser aceptadas con un permiso especial. Sin embargo, en 1940 las primeras miembros musulmanas y judías fueron aceptadas, y la primera miembro no confesional en 1941.

### Uniformes e insignias

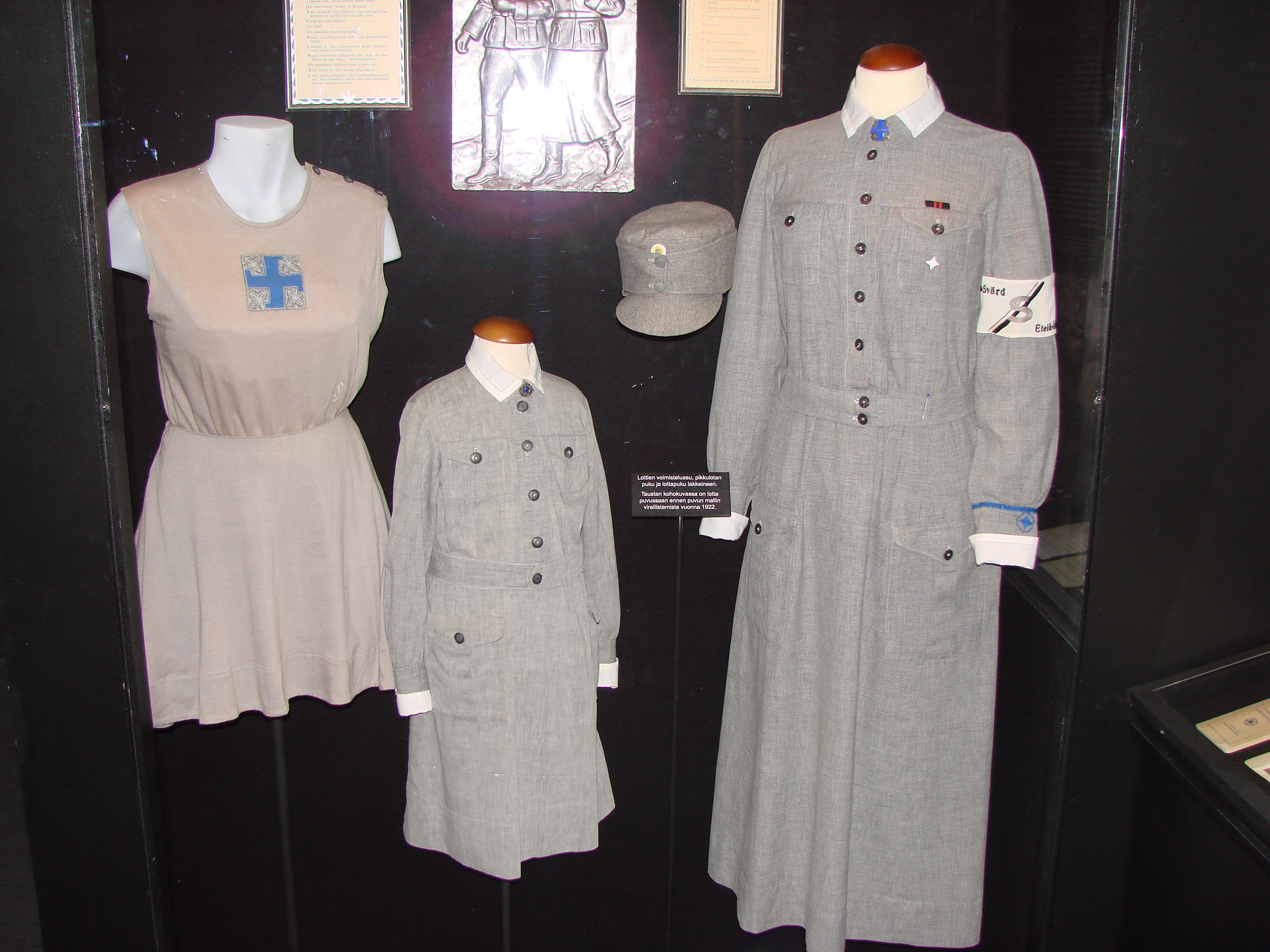
Uniformes de la Lotta Svärd.

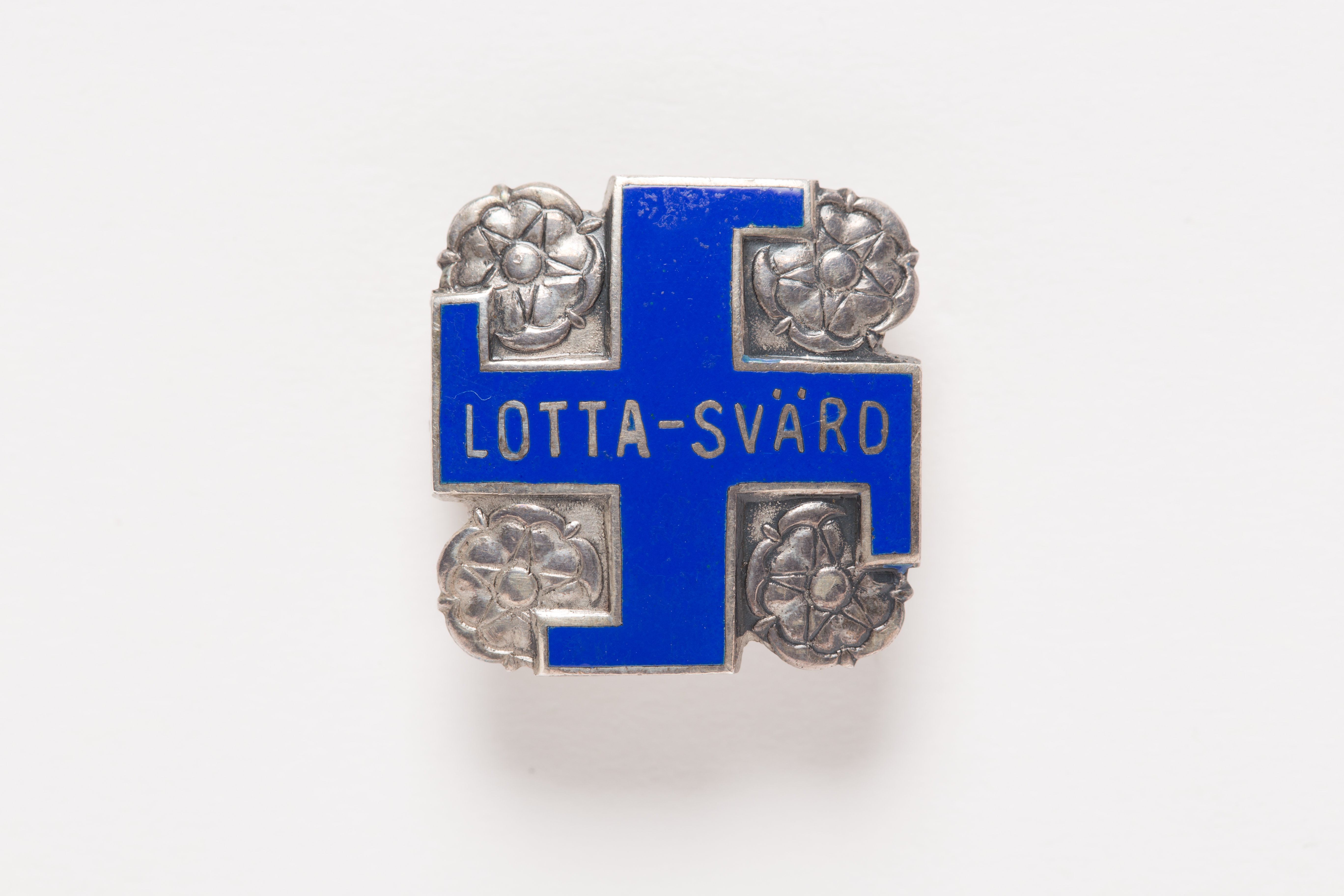
Insignia frontal de la Lotta Svärd.

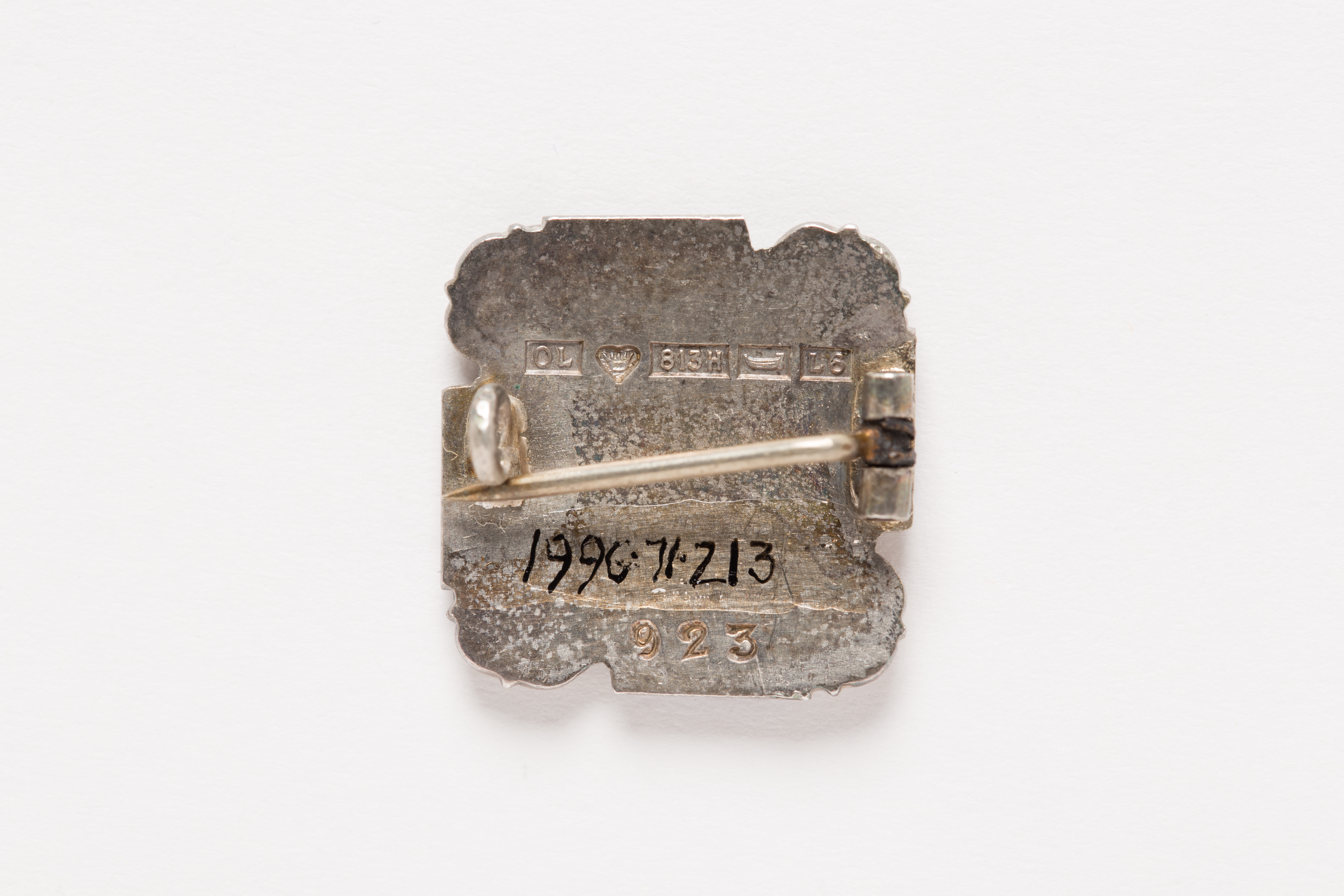
Insignia dorsal de la Lotta Svärd.

## Segunda Guerra Mundial

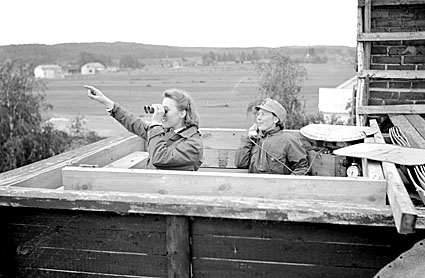
Lottas en un puesto de vigilancia de ataque aéreo durante la Segunda Guerra Mundial.

Durante la Guerra de Invierno, unos 100.000 hombres cuyos trabajos fueron asumidos por "Lottas" fueron liberados para el servicio militar. Las Lottas trabajaban en hospitales, en puestos de advertencia de ataques aéreos y otras tareas auxiliares en conjunto con las fuerzas armadas. Las Lottas, sin embargo, estaban oficialmente desarmadas. La única excepción fue una batería antiaérea voluntaria en Helsinki en el verano de 1944, compuesta por miembros de Lotta Svärd. La batería funcionaba con los focos de búsqueda AA. La unidad recibió rifles para autoprotección, por lo que es la única unidad militar femenina armada de la historia de las Fuerzas de Defensa de Finlandia.
La gran necesidad de mano de obra condujo a un reclutamiento rápido y, a menudo, no había tiempo para capacitar adecuadamente a las nuevas Lottas de acuerdo con los principios de la organización. Además, la mayoría de las nuevas reclutas eran jóvenes e inexpertas. Esto causó cierta fricción entre las veteranas y las nuevas reclutas. 
Lotta Svärd sufrió pérdidas relativamente leves, considerando el número de mujeres enviadas a una zona de guerra y la duración de la guerra. Durante las guerras, 291 Lottas murieron, la mayoría de las cuales (140) por enfermedades adquiridas durante el servicio. 66 murieron cerca del frente, 47 en ataques aéreos y 34 en accidentes. Las Lottas caídas fueron enterradas en las tumbas de los héroes de guerra en sus parroquias.

## Posguerra
Cuando terminó la Guerra de Continuación, la Unión Soviética exigió que todas las organizaciones que consideraba paramilitares, fascistas o semifascistas fueran prohibidas. Lotta Svärd fue uno de los grupos que se disolvió el 23 de noviembre de 1944. Sin embargo, se inició una nueva organización llamada Suomen Naisten Huoltosäätiö (Fundación de apoyo para mujeres finlandesas) que se hizo cargo de gran parte de la propiedad antigua. Esta organización todavía existe con el nombre de Lotta Svärd Säätiö (Fundación Lotta Svärd). 
Desde el 4 de enero de 1995, las mujeres de entre 18 y 29 años tienen derecho a solicitar el servicio militar voluntario en las Fuerzas de Defensa de Finlandia y tienen la libertad de hacerlo en cualquier forma de servicio, que se otorga siempre que cumplan los requisitos mínimos de aptitud física y salud. 
La organización finlandesa Lotta Svärd ha inspirado a organizaciones similares en otros países y todavía existe una organización Lotta Svärd en Suecia (Lottorna); El mismo modelo también se utiliza en Dinamarca y Noruega.